# Lessach
Lessach – gmina w Austrii, w kraju związkowym Salzburg, w powiecie Tamsweg. Liczy 573 mieszkańców (1 stycznia 2015).